# Pissonotus haywardi
Pissonotus haywardi är en insektsart som beskrevs av Frederick Arthur Godfrey Muir 1929. Pissonotus haywardi ingår i släktet Pissonotus och familjen sporrstritar. Inga underarter finns listade i Catalogue of Life.